# آلبرت کلمن
آلبرت کلمن (انگلیسی: Albert Coleman؛ زادهٔ) بازیکن فوتبال است.